# Makkabi Kraków

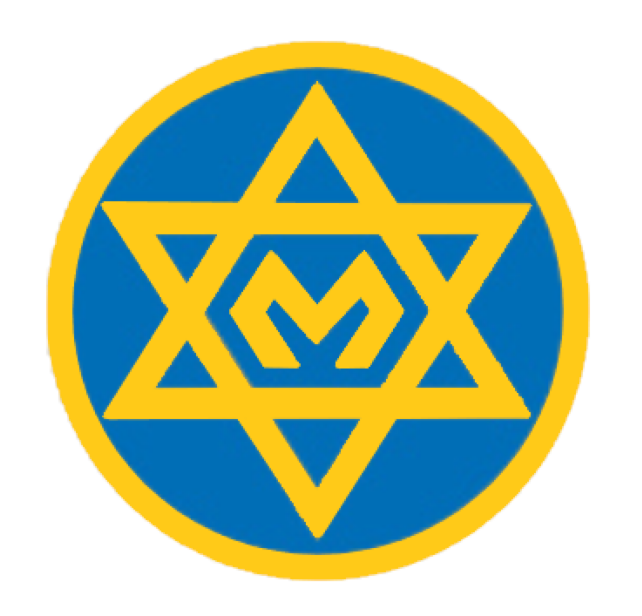
Rekonstruktion des Jubiläumsabzeichens des jüdischen Sportvereins Makkabi Kraków aus dem Jahr 1929

Makkabi Kraków (Żydowski Klub Sportowy Makkabi Kraków) war ein jüdischer Sportverein in Kraków von 1909 bis 1939.

## Geschichte
Bei seiner Gründung gehörte der Verein zu den ersten jüdischen Sportvereinen in Österreich-Ungarn (wie Hasmonea Lemberg, Hakoah Czernowitz, Jutrzenka Kraków).
Er gehörte zum Sportverbund Makkabi und der zionistischen Bewegung, im Unterschied zum jüdischen Lokalrivalen Jutrzenka, der dem Allgemeinen jüdischen Arbeiterbund nahestand. Die Begegnungen zwischen den beiden Fußballmannschaften wurden daher oft als „heiliger Krieg“ bezeichnet.
Der größte Erfolg der Fußballmannschaft war 1921 der 2. Platz in der Krakauer Meisterschaft (Klasa A).
Die Wasserballer wurden mit der Mannschaft, die 1928 von Jutrzenka gekommen war, und schon dreimaliger Landesmeister war, von 1928 bis 1932 weitere fünf Male Landesmeister und von 1933 bis 1936 jeweils Dritter.
1939 wurde der Verein nach der deutschen Okkupation Krakaus aufgelöst.